# Alexander Filippowitsch Kaschewarow
Alexander Filippowitsch Kaschewarow (russisch Александр Филиппович Кашеваров; * 28. Dezember 1809jul. / 9. Januar 1810greg. im Pawlow-Hafen der Insel Kodiak; † 25. Septemberjul. / 7. Oktober 1870greg.) war ein russischer Steuermann, Hydrograph und Forschungsreisender.

## Leben
Kaschewarow war der Sohn eines Leibeigenen, der Lehrer in Russisch-Amerika geworden war und eine Aleutin geheiratet hatte. Kaschewarow wuchs in Nowo-Archangelsk auf.
Im Alter von 12 Jahren wurde Kaschewarow nach St. Petersburg gebracht, um zunächst in einem Privatpensionat unterrichtet zu werden. 1824 wurde er in die  Kronstädter Steuermann-Schule aufgenommen. Sein Betreuer war der Kaufmann Iwan Prokofjew, der der Leitung der Russländisch-Amerikanischen Kompagnie (RAK) angehörte.
1828 kam Kaschewarow auf das Linienschiff Jelena unter dem Kommando Wassili Stepanowitsch Chromtschenkos und nahm an dessen Weltumsegelung 1828–1830 teil. Im August 1828 verließ das Schiff Kronstadt, umrundete das Kap der Guten Hoffnung und fuhr nach dem Besuch der Ostküste Australiens zu den Marshallinseln. Im Mai 1829 vermaß Chromtschenko die Atolle Mili, Majuro, Erikub und Likiep, und Kaschewarow dokumentierte die Daten. Im Juli 1829 wurde Nowo-Archangelsk erreicht, und im September begann die Rückreise um Kap Hoorn herum nach Kronstadt, wo das Schiff im Juli 1830 ankam. Erstmals kamen nach einer solchen Reise alle Mannschaftsmitglieder ohne irgendwelche Schäden sicher zurück. Nach der Rückkehr wurde Kaschewarow zum Praporschtschik des Flotten-Steuermann-Korps befördert.
Mit der nächsten Weltumsegelung Chromtschenkos 1831–1833 mit dem Militärtransportschiff Amerika kehrte Kaschewarow 1831 nach Nowo-Archangelsk zurück und trat in den Dienst der RAK. 1833 heiratete er die Priestertochter Serafima Sokolowa.
1838 wurde Kaschewarow zum Leiter der Hydrographischen Baidarka-Expedition ernannt, die die Ostküste der Tschuktschensee vom Kotzebue-Sund bis 50 km östlich des Point Barrows erforschen sollte. Er erstellte die erste detaillierte Dokumentation des Küstenabschnitts zwischen 156° und 166° Westliche Länge. 1843 verließ er die RAK. Sein Expeditionsjournal wurde 1879 veröffentlicht.
Kaschewarow trat 1845 in das Hydrographie-Departement des Marine-Ministeriums in St. Petersburg ein und erstellte einen Atlas der Gewässer Ostsibiriens und der Territorien der RAK. 1846 erschien sein Aufsatz über die Eskimos in Russisch-Amerika.
1850 wurde Kaschewarow Kommandant des Ajaner Hafens am Ochotskischen Meer. Im Februar 1854 wurde er für treue Dienste mit dem Orden des Heiligen Wladimir IV. Klasse mit Schleife ausgezeichnet. Als im Krimkrieg sich eine feindliche Flottille mit der Dampf-Fregatte Barracuda an der Spitze Ende Juni 1855 näherte, evakuierte er die Stadt Ajan, die dann besetzt wurde.
1857 kehrte Kaschewarow als Zeichensaalchef in das Hydrographie-Departement zurück. 1862 erstellte er den ersten Atlas des Ost-Ozeans mit Karten des  Ochotskischen Meers und der Beringsee.
Im April 1865 wurde Kaschewarow mit Beförderung zum Generalmajor aus dem Dienst entlassen.
Nach Kaschewarow hatte die RAK eine Inselgruppe vor der Küste der Prince-of-Wales-Insel und eine Meerenge dort benannt.